# Georgijewsk
Georgijewsk (russisch Георгиевск) ist eine Kreisstadt mit 72.153 Einwohnern (Stand 14. Oktober 2010) in der nordkaukasischen Region Stawropol in Russland.

## Geographie
Die Stadt liegt am linken Ufer des Podkumok, eines Nebenflusses der Kuma, 210 Kilometer südöstlich von Stawropol, der Hauptstadt des gleichnamigen Kraj. Die nächstgelegenen Städte sind Nowopawlowsk (24 km südöstlich von Georgijewsk) und Mineralnyje Wody (27 km westlich).
Die Metropolregion von Georgijewsk ist die zweitgrößte in der Kaukasischen Mineralwasser-Region, die eine Konurbation mit 1,1 Millionen Einwohnern im Zentrum des nördlichen Kaukasus bildet.

## Geschichte
Georgijewsk wurde 1777 als Festung an der sogenannten Asow-Mosdoker Verteidigungslinie gegründet. Seinen Namen erhielt der Ort nach dem Heiligen Georg, der in Russland traditionell den Sieg symbolisiert. Bekannt wurde die Festung auch durch den sogenannten Vertrag von Georgijewsk aus dem Jahr 1783, mit dem sich das Russische Reich eine verbesserte außenpolitische Stellung in der Kaukasus-Region sicherte.
1786 erhielt Georgijewsk den Status einer Stadt und war von 1802 bis 1822 Hauptstadt des Kaukasischen Gouvernements bis zu dessen Auflösung. Im Laufe des 19. Jahrhunderts entwickelte sich in der Stadt der Handel, so dass bis zu drei Jahrmärkte pro Jahr veranstaltet wurden. Nach der Oktoberrevolution verlor der Handel weitgehend an Bedeutung und wich in den 1920er-Jahren ersten Industriebetrieben.
Während des Zweiten Weltkriegs befand sich Georgijewsk vom August 1942 bis zur Nordkaukasischen Operation im Januar 1943 unter der Kontrolle der deutschen Wehrmacht.
Nach dem Krieg bestand in der Stadt das sowjetische Kriegsgefangenenlager 147 für deutsche Kriegsgefangene des Zweiten Weltkriegs.

### Bevölkerungsentwicklung
| Jahr | Einwohner |
| ---- | --------- |
| 1876 | 3.345     |
| 1897 | 12.115    |
| 1939 | 31.578    |
| 1959 | 35.135    |
| 1970 | 44.243    |
| 1979 | 53.635    |
| 1989 | 62.926    |
| 2002 | 70.575    |
| 2010 | 72.153    |

Anmerkung: Volkszählungsdaten

## Wirtschaft und Verkehr
Die Stadt zählt heute mit hochentwickelter Lebensmittelindustrie, Maschinenbau und Leichtindustrie zu den industriellen Zentren der Stawropoler Region. Unter anderem wird hier die Ausrüstung für die Rohölverarbeitung hergestellt.
Georgijewsk liegt an einer Eisenbahn-Kreuzung mit Verbindungen nach Mineralnyje Wody, Prochladny, Budjonnowsk und Neslobnaja.

## Bildungseinrichtungen
- Filiale der Staatlichen Ökonomischen Akademie Rostow
- Filiale der Staatlichen Technischen Universität Stawropol
- Filiale der Staatlichen Radiotechnischen Universität Taganrog
- Hochschulinstitut der Südrussischen Staatlichen Technischen Universität

## Söhne und Töchter der Stadt
- Sergei Sjusin (1911–1994), Konteradmiral
- Leonid Majorow (1941–2019), Generaloberst[3]
- Wiktor Pantschenko (* 1963), Fußballspieler[4]
- Wladimir Wladimirow (* 1975), Politiker; Gouverneur der Region Stawropol[5]
- Swetlana Moskalenko (* 1986), Opernsängerin
- Andrei Jewdokimow (* 1999), Fußballspieler